# Симонов, Николай Сергеевич
Николай Сергеевич Симонов (род. 1959) — советский и российский историк, экономист, писатель и визионер, бывший ведущий научный сотрудник Института марксизма-ленинизма при ЦК КПСС и  Института российской истории РАН, признанный в России и за рубежом историограф советского ВПК. Внес весомый вклад в исследование статистических источников по истории отечественной электроэнергетики и электросетевого комплекса и положил начало историографии советской электронной промышленности и средств массовой коммуникации.  Один из первых историографов современной банковской системы России, наряду с Николаем Кротовым (историк, публицист), Гарегином Тосуняном (президент Ассоциации российских банков) и Александром Мурычевым (вице-президент Российского союза промышленников и предпринимателей).

## Биография
Родился и воспитывался в крестьянской семье. В 1976 г. с золотой медалью окончил среднюю школу-интернат № 33 в Кирове, в 1981 г. с красным дипломом — Кировский государственный педагогический институт имени В. И. Ленина по специальности "история и английский язык" (в 1981 г. заменена специальностью "история, государство и право"). Научный руководитель дипломного проекта к.и.н., доцент Т.А. Воробьева (1936-2019). Название проекта: "Славянская родовая община в зоне приполярного земледелия в контексте дискуссии об азиатском способе производства". 
В 1981—1983 — учитель средней школе в селе Колянур Советского района Кировской области и одновременно обучался в заочной аспирантуре МГПИ имени В. И. Ленина, где в 1982 г. на "отлично" сдал экзамены кандидатского минимума.
С 1983 по 1985 преподавал на кафедре истории КПСС в Кировском политехническом институте и на кафедре философии в Кировском сельскохозяйственном институте.
С 1985 по 1988 — аспирант исторического факультета МГУ имени М. В. Ломоносова, в 1988 г. досрочно защитил кандидатскую диссертацию. Научный руководитель д.и.н., профессор Г.М. Алексеев (1934-2019). Тема диссертации: "Разработка и осуществление РКП (б) научных принципов планового управления экономикой в 1921-1927 гг."https://search.rsl.ru/ru/record/01000091788
В 1999 г. окончил докторантуру Российской академии государственной службы при Президенте РФ (ныне — РАНХиГС) с досрочной защитой докторской диссертации. Научный консультант д.и.н., профессор Р.Г. Пихоя. Тема диссертации: "Создание в СССР военной промышленности и формирование военно-промышленного комплекса (1920-1950-е гг.)."https://www.dissercat.com/content/sozdanie-v-sssr-voennoi-promyshlennosti-i-formirovanie-sovetskogo-voenno-promyshlennogo-komp. 
С 1988 по 1991 — старший научный сотрудник Институт марксизма-ленинизма при ЦК КПСС. В 1991—2001 совмещал научную деятельность с работой в органах государственной власти и управления (Совет Федерации и Администрация Президента РФ). С 2001 по 2010 работал в Сбербанке РФ (заместитель директора департамента), КБ «Нефтяной альянс» (вице-президент) и АКБ «Фьючер» (председатель совета директоров). В этот период им был написан футуристический роман «Don’t Worry About Tomorrow».(«О завтрашнем дне не беспокойтесь»), широко распространившийся в сетевой литературе, основной средой существования которой является Интернет. 
В 2011 г. был принят на работу в Институт российской истории РАН, из которого в 2017 г. уволился по причине «конфликта интересов» с заместителем директора института С. В. Журавлёвым. Последнее основное место работы «Федеральная сетевая компания — Россети», должность — ведущий инженер МЭС Центра, индивидуальный член CIGRE — Международного Совета по большим электрическим системам высокого напряжения.

## Основные работы

#### Книги (с соавторами)
- Наше Отечество : опыт политической истории : [в 2 томах] / доктора исторических наук, профессора: Кулешов С. В., Волобуев О. В., Пивовар Е. И. и др. ; Российский государственный гуманитарный университет. Т. 2. — Москва : Изд. центр «Терра», 1991, 1991. — 619, [1] с. ISBN 5-85255-081-7.
- История политических партий России / [Думова Н. Г., Ерофеев Н. Д., Тютюкин С. В. и др.]; Под ред. А. И. Зевелева. — Москва : Высш. шк., 1994. — 446,[1] с. ISBN 5-06-003200-0
- The Soviet defence-industry complex from Stalin to Khrushchev / Ed. by John Barber a. Mark Harrison. — Basingstoke (Hants): Macmillan press ; London : St. Martin’s press in assoc. with Centre for Russ. a. East Europ. studies. Univ. of Birmingham, 2000. — XVIII, 283 с.; 22 см. — (Studies in Russian & East European history and society) — ISBN 0-333-72763-0
- Очерки истории электроэнергетики и электросетевого комплекса: к 65-летнему юбилею Производственного объединения «Дальние электропередачи». / Авторы: Н. С. Симонов, В. М. Лаврентьев. — Москва: ПАО ФСК ЕЭС, 2019. — 344 с. ISBN 978-5-906006-11-0

#### Книги (монографии)
- Симонов Н. С. Военно-промышленный комплекс СССР в 1920-1950-е годы: темпы экономического роста, структура, организация производства и управление. — Москва: РОССПЭН, 1996. — 333 с. — ISBN 978-5-86004-087-8.
- Симонов Н. С. Банки и деньги. 1988—2008. Исторические очерки; под ред. Р. Г. Пихоя. — Москва : Издательство Российская акад. гос. службы при Президенте Российской Федерации, 2009. — ISBN 978-5-7729-0418-3
- Симонов Н. С. Несостоявшаяся информационная революция. Условия и тенденции развития в СССР электронной промышленности и средств массовой коммуникации. Ч. 1. 1940—1960-е годы. — Москва : Университет Дмитрия Пожарского, 2013. Ч. 1: 1940—1960-е годы. Ч. 1. — 2013. — 270, [2] с. : табл. ISBN 978-5-91244-102-8
- Симонов Н. С. ВПК СССР: темпы экономического роста, структура, организация производства, управление. — Изд. 2-е, доп. и испр. — Москва : Ун-т Дмитрия Пожарского, 2015. — 500 с. : ил., табл. — (Серия «Холодная война»). — ISBN 978-5-91244-122-6
- Симонов Н. С. Очерки истории банковской системы России, 1988—2013 гг. / Российская акад. наук, Ин-т российской истории, Ун-т Дмитрия Пожарского. — Москва : Ун-т Дмитрия Пожарского, 2016. — 464 с.: ил., табл. ISBN 978-5-91244-149-3
- Симонов Н. С. Развитие электроэнергетики Российской империи: предыстория ГОЭЛРО / Ун-т Дмитрия Пожарского. — Москва : Ун-т Дмитрия Пожарского, 2016. — 302. [1] с. : ил., портр., табл. ISBN 978-5-91244-175-2
- Симонов Н.С. Начало электроэнергетики Российской Империи и СССР, как проблема техноценоза. — Москва : [б. и.] ; Вологда : Инфра-Инженерия, 2019. — 639 с. : портр., табл., факс. ISBN 978-5-9729-0143-2

#### Статьи
- Симонов, Н. С. Утверждение экономических методов управления в государственной промышленности при переходе от «военного коммунизма» к новой экономической политике (вторая половина 1921 г.) // Вестник Московского университета. Серия 8: История. 1988. № 2.
- Симонов, Н. С. В преддверии «великого перелома» (причины «свертывания» новой экономической политики) // Вопросы истории КПСС. 1990. № 3.
- Симонов, Н. С. Советская финансовая политика в условиях нэпа. (1921—1927 гг.) // История СССР. 1990. № 3.
- Симонов, Н. С. Реформа политического строя: замысел и реальность (1921—1923) // Вопросы истории КПСС. 1991. № 1.
- Симонов, Н. С. Размышления о пометках Сталина на полях марксистской литературы // Коммунист. 1990. № 18.
- Троцкий, Лев Давидович (1879—1940). Моя жизнь : Опыт автобиографии. / Л. Троцкий; [Вступ. ст. Н. С. Симонова; Ин-т марксизма-ленинизма при ЦК КПСС]. — Москва : Панорама, 1991. — 621,[1] с., [1] л. портр.; 100000 экз. ISBN 5-85220-067-0
- Симонов, Н. С. Демократическая альтернатива тоталитарному нэпу // История СССР. 1992. № 1.
- Симонов, Н. С. Термидор, Брюмер или Фруктидор? Эволюция сталинского режима власти: прогнозы и реальность // Отечественная история. 1993. № 4.
- Симонов, Н. С. «Крепить оборону страны Советов»: «Военная тревога 1927 года» и её последствия // Отечественная история. 1996. № 3.
- Симонов, Н. С. Энергетическая статистика дореволюционной России // Экономика и статистика. Т. 14. № 4. 2017.
- Симонов, Н. С. Органы управления электрохозяйством и энергетическая статистика СССР в 1920-е годы // Экономика и статистика. Т. 15. № 1. 2018.
- Симонов, Н. С. Реформы в электроэнергетике России в контексте развития энергетического права // ЭКО. 2018. № 3. DOI: 10.30680/ЕСО0131-7652-2018-3-155-180.
- Симонов, Н. С. Особенности энергетического кризиса в СССР 1960—1980-х годов: уроки для современности // ЭКО. 2018. № 7.DOI: 10.30680/ЕСО0131-7652-2018-7-78-95
- Симонов, Н. С. Экономико-географические особенности отечественной топливно-энергетической промышленности в историческом контексте // ЭКО. 2019. № 3. DOI: 10.30680/ЕСО0131-7652-2019-3-146-165
- Симонов, Н. С. Вопросы государственной энергетической политики в решениях Госкомитета обороны СССР (1941—1945 гг.) // ЭКО.  2019. -№ 9. DOI: 10.30680/ЕСО0131-7652-2019-9-104-116
- Симонов Н. С. О качестве советской военной продукции в период Великой Отечественной войны. 1941—1945 гг. // ЭКО. 2020. № 5. DOI: 10.30680/ЕСО0131-7652-2020-5-42-61
- Симонов, Н. С. В предчувствии SMART GRID: профессор В. А. Веников об энергетике будущего// Вестник Московского энергетического института. 2020. № 2. DOI: 10.24160/1993-6982-2020-2-125-130
- Симонов, Н. С. Производство в СССР авиационных материалов в период Великой Отечественной войны // Военно-исторический журнал. 2022. № 8.
- Симонов Николай. Три волны ИИ// СТИМУЛ. Журнал об инновациях в России. 21 июня 2019. URL: https://stimul.online/articles/science-and-technology/tri-volny-ii/
- Симонов, Н.С. Уральская электроэнергетическая система (ЭЭС) в годы Великой Отечественной войны: борьба за устойчивость и бесперебойное энергоснабжение предприятий оборонно-промышленного комплекса / Н.С. Симонов // Технологос. – 2025. – № 2. – С. 32–47. DOI: 10.15593/perm.kipf/2025.2.03